# Candidimonas
Candidimonas es un género de bacterias gramnegativas de la familia Alcaligenaceae. Fue descrito en el año 2011. Su etimología hace referencia a que produce colonias blancas. Son bacterias anaerobias facultativas y de movilidad variable. Catalasa y oxidasa positivas. Se suelen encontrar en suelos y lodos. 

## Taxonomía
Actualmente existen 3 especies descritas:
- Candidimonas bauzanensis
- Candidimonas humi
- Candidimonas nitroreducens